# まんがふるさと昔話
『まんがふるさと昔話』（まんがふるさとむかしばなし）は、1976年8月6日から同年12月24日まで東京12チャンネル（現・テレビ東京）で放送されていたテレビアニメである。

## 概要
日本各地の昔話をテレビアニメ化した作品。1回につき2話を放送する方式であった。登場人物たちの声は主に松島トモ子と牟田悌三が当てていたが、別の人物が担当することもあった。松島は、本作主題歌の歌唱担当者でもあった。
本放送時には西武百貨店の単独提供番組で、「西武ファミリー劇場」をタイトルに冠していた。放送時間は毎週金曜 19:30 - 20:00 （日本標準時）。
全52話（26回分）であるが、放送開始から終了までの21週中に放送されたのはそのうちの36話分（18回分）であった。また、11月26日・12月17日・12月24日放送分は過去の内容の再放送であった。未放送となった16話分（8回分）は、後に同局で再放送された際に日の目を見た。
その後、1982年度に放送番組センターが番組全52話分を購入する。

## スタッフ
- 脚本 - 朝倉千筆、首藤剛志
- 演出 - 福田元彦、上野寿夫
- 作画 - 高橋愛緒、堀川留子
- 美術 - 小山田哲也
- 音楽 - 菊池俊輔
- 制作 - 東京12チャンネル、ダックスインターナショナル、民話社

## 主題歌
オープニングテーマ
「ふるさとの四季」
作詞 - 北原たけし / 作曲 - 伊部晴美 / 唄 - 松島トモ子
エンディングテーマ
「ふるさとの四季」
作詞 - 北原たけし / 作曲 - 伊部晴美 / 唄 - 松島トモ子
「なんだべ坂の七ふしぎ」
作詞 - 北原たけし / 作曲 - 伊部晴美 / 唄 - 松島トモ子、ひばり児童合唱団

## 各話リスト
| 回数 | 放送日         | サブタイトル                   |
| ---- | -------------- | ------------------------------ |
| 1    | 1976年 8月06日 | 河童のとっくり(神奈川)         |
| 1    | 1976年 8月06日 | かくれ蓑笠(新潟)(佐渡ヶ島)     |
| 2    | 8月13日        | 銭の化物(鳥取)                 |
| 2    | 8月13日        | 弥九郎の犬(三重)               |
| 3    | 8月20日        | うぐいすの里(青森)             |
| 3    | 8月20日        | たぬきの恩がえし(茨城)         |
| 4    | 8月27日        | 隅田川物語(東京)               |
| 4    | 8月27日        | 猿のつくった橋(山梨)           |
| 5    | 9月03日        | いむだの池のできたわけ(鹿児島) |
| 5    | 9月03日        | 屁ひり嫁さん(宮崎)             |
| 6    | 9月10日        | あこやの松(山形)               |
| 6    | 9月10日        | そばかす太郎(新潟)             |
| 7    | 9月17日        | くずの葉ぎつね(大阪)           |
| 7    | 9月17日        | かしきの砂(愛知)               |
| 8    | 9月24日        | 生駒姫(長野)                   |
| 8    | 9月24日        | あいぞうさん(香川)             |
| 9    | 10月01日       | からこの涙(福岡)               |
| 9    | 10月01日       | かざみの名人(徳島)             |
| 10   | 10月08日       | 鬼のかたうで(京都)             |
| 10   | 10月08日       | 牛飼い長者(宮城)               |
| 11   | 10月15日       | 雪夜のもてなし(栃木)           |
| 11   | 10月15日       | 石になった与作(秋田)           |
| 12   | 10月22日       | 山になったくじら(北海道)       |
| 12   | 10月22日       | うんじゃみ祭(沖縄)             |
| 13   | 10月29日       | 小判とごんぞう虫(岡山)         |
| 13   | 10月29日       | 小袖さがし(埼玉)               |
| 14   | 11月05日       | きっちょむのとんち話(大分)     |
| 14   | 11月05日       | 妖怪くわしや(群馬)             |
| 15   | 11月12日       | 鬼のくれた島(高知)             |
| 15   | 11月12日       | 玉一のびわ(福島)               |
| 16   | 11月19日       | わらしべ長者(長崎)(壱岐)       |
| 16   | 11月19日       | 佐世姫物語(佐賀)               |
| 17   | 11月26日       | 河童のとっくり(神奈川)         |
| 17   | 11月26日       | かくれ蓑笠(新潟)(佐渡ヶ島)     |
| 18   | 12月03日       | 豆だいこ(奈良)                 |
| 18   | 12月03日       | 長太とむじな(石川)             |
| 19   | 12月10日       | ももうり殿さま(岩手)           |
| 19   | 12月10日       | 猿のお尻はなぜ赤い(愛媛)       |
| 20   | 12月17日       | 銭の化物(鳥取)                 |
| 20   | 12月17日       | 弥九郎の犬(三重)               |
| 21   | 12月24日       | うぐいすの里(青森)             |
| 21   | 12月24日       | たぬきの恩がえし(茨城)         |

※1976年11月26日は第1話の、12月17日は第2話の、12月24日は第3話のそれぞれ再放送。そして、1977年1月8日から1977年3月26日まで毎週土曜、第04話から第14話が再放送。

## ビデオソフト
2007年3月23日、竹書房から本作を収録したDVD-BOX『まんが・ふるさと昔話 東日本編』と『まんが・ふるさと昔話 西日本編』が発売された。